# Калайкаси
Калайка́си (рос. Калайкасы, чув. Калайкасси) — присілок у Чувашії Російської Федерації, у складі Кадікасинського сільського поселення Моргауського району.
Населення — 157 осіб (2010; 152 в 2002, 228 в 1979; 277 в 1939, 269 в 1926, 234 в 1906, 222 в 1897, 183 в 1858).

## Історія
Історична назва — Кола-каси. Утворився як виселок присілку Друга Кінярська (Кадікаси). До 1866 року селяни мали статус державних, займались землеробством, тваринництвом. 1921 року відкрито початкову школу. 1930 року утворено колгосп «Комуна п'ятирічки», з 1931 року — «Іскра». До 1920 року присілок перебував у складі Сюндирської волості Козьмодемьянського, до 1927 року — Чебоксарського повіту. 1927 року присілок переданий до складу Татаркасинського району, 1939 року — до складу Сундирського, 1962 року — до складу Чебоксарського, 1964 року — до складу Моргауського району.

## Господарство
У присілку діють школа, фельдшерсько-акушерський пункт, клуб, музей, бібліотека, пошта, 2 магазини.